# Новая Заимка
Новая Заимка — село в Заводоуковском городском округе Тюменской области России.

## География
Расположено на реке Ольховка в 22 км к востоку от Заводоуковска и в 105 км к юго-востоку от Тюмени.
В селе и окрестностях имеется множество озёр и прудов.
По южной окраине села проходит ж.-д. линия Тюмень — Омск, имеются остановочные пункты Новая Заимка и 2261 км. По северной окраине проходит автодорога Р402 Тюмень — Омск, также от села отходят местные автодороги: на север в Лебедёвку и Юргинское, на юг в Колесниково.

## Население
| 1959 | 2002  | 2010  | 2021  |
| ---- | ----- | ----- | ----- |
| 2528 | ↗4229 | ↘4143 | ↗4210 |

Национальный состав: русские — 86,6 %, немцы — 2,1 %, не указали национальную принадлежность — 5,7 %.

## История
Первое упоминание о селе относится к первой половине XVIII века. В 1923—1962 гг. село являлось административным центром Новозаимского района.

## Достопримечптельности
Усадьба Ченцовых — памятник архитектуры.